# Herrschaft Altensteig
Die Herrschaft Altensteig wurde erstmals um 1100 genannt. Sie gehörte seit Anfang des 13. Jahrhunderts zur Herrschaft Wildberg der Grafen von Hohenberg. 
Im Jahr 1398 erwarb Markgraf Bernhard I. von Baden die Herrschaft. 1603 kam Altensteig zum Herzogtum Württemberg und wurde Sitz des Amtes Altensteig, das 1808 in das Oberamt Altensteig umgewandelt wurde.